# Michael Jackson's This Is It
Michael Jackson's This Is It é um documentário/filme-concerto lançado em 2009 sobre os preparativos da série de shows homônima de Michael Jackson, que começaria em 13 de julho de 2009 na The O2 Arena em Londres e marcaria a despedida do cantor dos palcos, mas acabaria cancelada após Jackson morrer em 25 de junho. O diretor Kenny Ortega, que iria dirigir e coreografar os shows, declarou que as gravações, feitas nos ginásios The Forum e Staples Center e incluindo ensaios, testes de dançarinos e desenho de figurino, não iriam ser lançadas ao público, tendo sido feitas pelos documentaristas Sandrine Orabona e Tim Patterson com o intuito de ficarem depois na posse privada de Jackson, mas após a morte do cantor Ortega decidiu retrabalhá-las como um filme, servindo em tributo a Jackson e uma forma dos fãs do cantor virem o que teriam sido as apresentações. Um acordo entre o espólio de Jackson, o estúdio Columbia Pictures e a organizadora dos shows AEG Live garantiu o acesso a centenas de horas de imagens para criar a produção, com a Columbia pagando US$50 milhões pelos direitos de distribuição.
This Is It foi lançado em 28 de outubro de 2009, originalmente por apenas duas semanas em cartaz que seriam estendidas pela alta demanda do público. Com um faturamento de US$268 milhões no mundo inteiro, é o documentário e filme-concerto de maior bilheteria da história. Críticas foram positivas, elogiando como Jackson foi retratado.